# Elsa Lanchester
Elsa Lanchester (født Elizabeth Sullivan; 28. oktober 1902, død 26. december 1986) var en amerikansk teater- og filmskuespiller.
Som barn optrådte hun med Isadora Duncans dansetrup i Paris og begyndte sin skuespillerkarriere på et børneteater i London.
Filmdebut i 1927 i One of the Best.
I 1929 giftede hun sig med skuespilleren Charles Laughton; de forblev gift indtil hans død 1962.
Sammen rejste de til Hollywood i 1934, hvor Lanchester blev en populær skuespiller. Hun spillede nogle karakterroller, men var bedst i mindre eller komiske roller.
Nogle af hendes mest mindeværdige roller er Anna af Kleve i Henrik den Ottendes privatliv fra 1933 og i titelrollen som Bride of Frankenstein i 1935.